# Aérodrome d'Aboisso
L'aéroport d'Aboisso (code IATA : ABO • code OACI : DIAO) est un aéroport desservant la ville d'Aboisso, en Côte d'Ivoire.